# Grand Prix Formule 1 van Duitsland 1997
De Grand Prix Formule 1 van Duitsland 1997 werd gehouden op 27 juli 1997 op de Hockenheimring.

## Verslag
Na drie races afwezigheid vanwege een voorhoofdsholte-ontsteking en de plotselinge dood van zijn vader keerde Gerhard Berger terug in de Benetton.
Gerhard Berger deed dit in stijl door vanaf Pole-position te starten,  de snelste ronde te rijden en de race te winnen.
Giancarlo Fisichella leek op weg naar de tweede plaats achter de Oostenrijker, maar een lekke band gooide roet in het eten.
Voor Williams een tegenvallende wedstrijd:  Jacques Villeneuve spinde uit de race, terwijl  Heinz-Harald Frentzen botste met Eddie Irvine en moest opgeven met een lekke band.

## Uitslag
| Positie | Nummer | Rijder                | Team              | Ronden | Tijd/Opgave     | Startplaats | Punten |
| ------- | ------ | --------------------- | ----------------- | ------ | --------------- | ----------- | ------ |
| 1       | 8      | Gerhard Berger        | Benetton-Renault  | 45     | 1:20:59.046     | 1           | 10     |
| 2       | 5      | Michael Schumacher    | Ferrari           | 45     | +17.527         | 4           | 6      |
| 3       | 9      | Mika Häkkinen         | McLaren-Mercedes  | 45     | +24.770         | 3           | 4      |
| 4       | 14     | Jarno Trulli          | Prost-Mugen-Honda | 45     | +27.165         | 11          | 3      |
| 5       | 11     | Ralf Schumacher       | Jordan-Peugeot    | 45     | +29.995         | 7           | 2      |
| 6       | 7      | Jean Alesi            | Benetton-Renault  | 45     | +34.717         | 6           | 1      |
| 7       | 15     | Shinji Nakano         | Prost-Mugen-Honda | 45     | +1:19.722       | 17          |        |
| 8       | 1      | Damon Hill            | Arrows-Yamaha     | 44     | +1 Ronde        | 13          |        |
| 9       | 17     | Norberto Fontana      | Sauber-Petronas   | 44     | +1 Ronde        | 18          |        |
| 10      | 18     | Jos Verstappen        | Tyrrell-Ford      | 44     | +1 Ronde        | 20          |        |
| 11      | 12     | Giancarlo Fisichella  | Jordan-Peugeot    | 40     | +5 Rondes       | 2           |        |
| DNF     | 22     | Rubens Barrichello    | Stewart-Ford      | 33     | Motor           | 12          |        |
| DNF     | 19     | Mika Salo             | Tyrrell-Ford      | 33     | Koppeling       | 19          |        |
| DNF     | 3      | Jacques Villeneuve    | Williams-Renault  | 33     | Spin            | 9           |        |
| DNF     | 23     | Jan Magnussen         | Stewart-Ford      | 27     | Motor           | 15          |        |
| DNF     | 20     | Ukyo Katayama         | Minardi-Hart      | 23     | Geen benzine    | 22          |        |
| DNF     | 16     | Johnny Herbert        | Sauber-Petronas   | 8      | Ongeluk         | 14          |        |
| DNF     | 2      | Pedro Diniz           | Arrows-Yamaha     | 8      | Ongeluk         | 16          |        |
| DNF     | 10     | David Coulthard       | McLaren-Mercedes  | 1      | Transmissie     | 8           |        |
| DNF     | 4      | Heinz-Harald Frentzen | Williams-Renault  | 1      | Botsing         | 5           |        |
| DNF     | 6      | Eddie Irvine          | Ferrari           | 1      | Botsing         | 10          |        |
| DNF     | 21     | Tarso Marques         | Minardi-Hart      | 0      | Versnellingsbak | 21          |        |

## Wetenswaardigheden
- Gerhard Berger kwam opnieuw terug in de Benetton na hersteld te zijn van zijn sinusproblemen en de dood van zijn vader. Dit was zijn 10e en tevens laatste GP-overwinning. Saillant detail is dat Berger zowel de eerste (Mexico '86) als de laatste race won voor het team van Benetton en in zijn eigen carrière.

## Statistieken
| Pole-position | Gerhard Berger | Benetton-Renault | 1:41.873 |
| Snelste ronde | Gerhard Berger | Benetton-Renault | 1:45.747 |

## Noot
- Dit waren de eerste rondes als raceleider voor Giancarlo Fisichella.
- Tiende (en laatste) Grand Prix-winst voor Gerhard Berger.

1931 · 1932 · 1934 · 1935 · 1936 · 1937 · 1938 · 1939 · 1951 · 1952 · 1953 · 1954 · 1956 · 1957 · 1958 · 1959 · 1961 · 1962 · 1963 · 1964 · 1965 · 1966 · 1967 · 1968 · 1969 · 1970 · 1971 · 1972 · 1973 · 1974 · 1975 · 1976 · 1977 · 1978 · 1979 · 1980 · 1981 · 1982 · 1983 · 1984 · 1985 · 1986 · 1987 · 1988 · 1989 · 1990 · 1991 · 1992 · 1993 · 1994 · 1995 · 1996 · 1997 · 1998 · 1999 · 2000 · 2001 · 2002 · 2003 · 2004 · 2005 · 2006 · 2008 · 2009 · 2010 · 2011 · 2012 · 2013 · 2014 · 2016 · 2018 · 2019